# 石井精一 (洋画家)
石井精一（いしい せいいち、1937年（昭和12年）-1987年（昭和62年））は、日本の洋画家。

## 略歴
山梨県南巨摩郡増穂町（現在の富士川町）に生まれる。独学で絵を学ぶ。はじめ現代美術家協会に属して活動していたが、1975年（昭和50年）にシェル美術賞展において一等を受賞すると、以後はフリーとして活動する。
1976年にはスペイン美術賞展において銀賞、翌1977年にはスイス美術賞展において優秀賞を受賞する。同年には日仏スペイン美術賞展でオシセテ・ナショナル・デ・ボザール賞を受賞し、翌1978年にはビブリオティック・デザール賞を受賞する。さらに1979年にはロオイユ賞を受賞する。
石井はスーパーリアリズム的な幻想的絵画を多く手がけ、仮面の人物が登場するシリーズや、代表作には《畳の記憶》（1975年、山梨県立美術館所蔵）がある。